# 野國總管

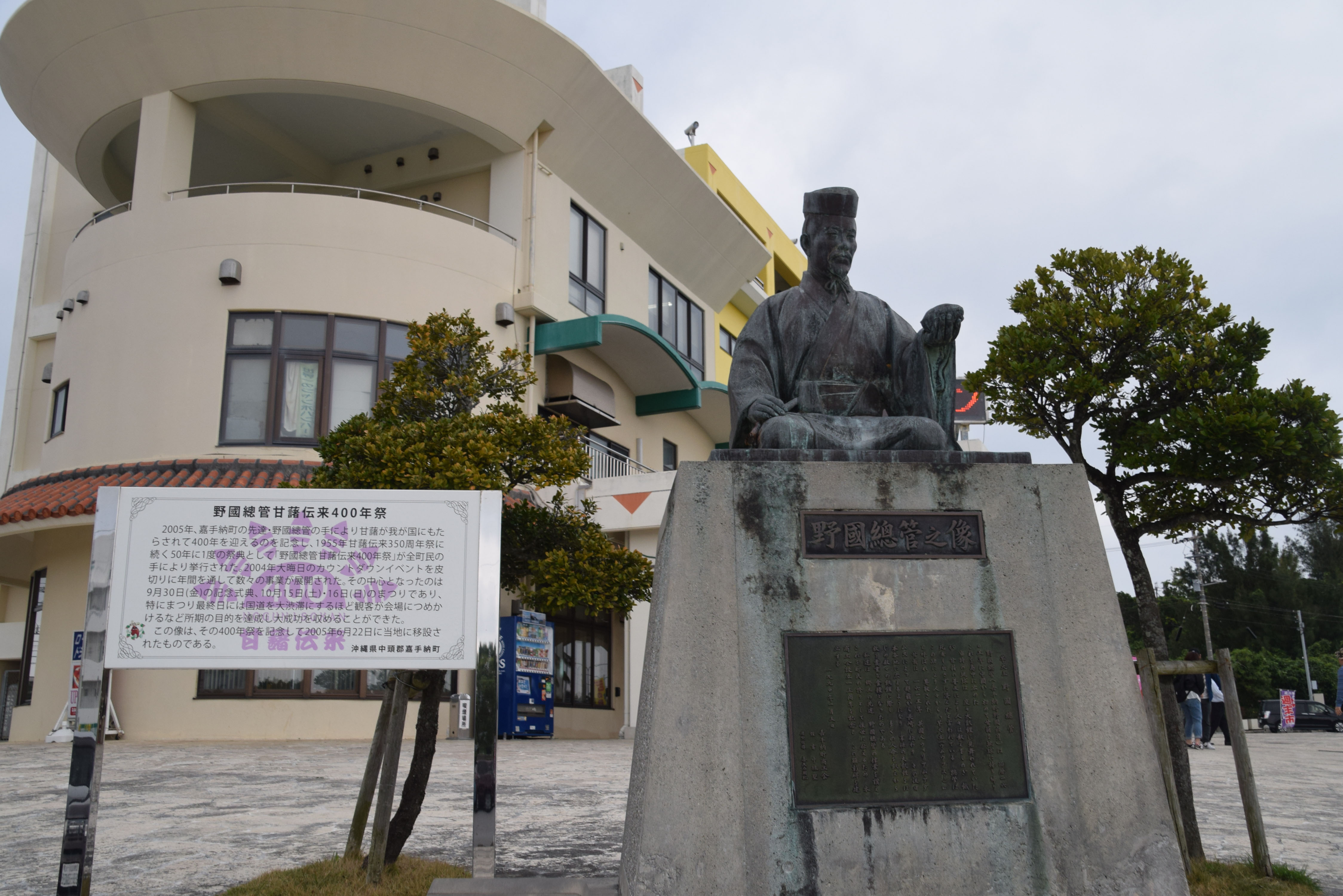
野国総管の像と「甘藷伝来400年祭」（2005年）の説明板（沖縄県中頭郡嘉手納町）

野国総管（のぐに そうかん、旧字体表記：野國總管）は、
1. 琉球王国時代の沖縄本島の北谷間切野国村（現・沖縄県中頭郡嘉手納町野国）の総管（進貢船乗組員の一役職名）[1][2][3]。
2. 日本が慶長年間（1596-1615年）に当たる時期に上記の役職に就いていた、個人名不明、あるいは与那覇 松（ヨナハ マチュー）と推定される人物（生年不詳 - 1615年？）[4]。サツマイモ栽培を巡る話の関連では主にこちらの意味で用いられる。本記事にて詳述する。

## サツマイモ栽培を始めた野国総管
サツマイモ栽培を始めた野国総管（個人）の家系は代々野国村の百姓であったと考えられる。詳しい人となりは不明であるが、彼も野国村の生まれとされる。この野国総管の姓名については長らく不明とされてきたが、総姓世系図等で分析された結果、いくらか明らかになっている。係る系図の一世の項には「大宗藩初野國總管号松岩室号永屋」とあり、2005年現在、13代目まで「与那覇（ヨナハ）」として継承されている総管の位牌に「總管野國松岩名乗裕初言名總世健」という記述があることからの推定で、本件の野国総管の姓名は、童名でもある沖縄名で「与那覇 松（ヨナハ マチュー）」、大和名で「与那覇 裕初（よなは ゆうしょ）」、中国名（唐名）で「總 世健」と呼ばれていたのではないかという説である。なお、野国総管の妻の名は、戒名が「永屋」とあるところからの推定で沖縄名は「永」であったと考えられる。
農民が旱魃などで苦しむのを見てきた彼は、1605年（日本は慶長10年、中国は万暦33年）、明代中国の福州（現在の福建地方。福州市あたりか）に渡った際、現地の人物から蕃薯（ばんしょ。今で言うサツマイモ）を教えてもらい、鉢植えの苗を持って同年のうちに帰国して野国村で試作した。悪天候に左右されない蕃薯は土地によく根付いたことから、村の農民に広められ、これによって餓死など凶作による村人の災難は防がれた。また、琉球王統（第二尚氏王統）の人物である儀間村地頭・儀間真常は、野国総管が蕃薯の苗を持ち帰ったことを聞きつけ、野国総管から栽培法を学び、以後、琉球各地に広めた。

### 死後
野国総管の墓は、1700年（日本は元禄13年）、当時の野国村の地頭であった野国（親方）正恒が野国総管の遺徳を讃え、その供養を兼ねて石厨子を造り、総管の遺骸を安置したものであり、現存しているが、石厨子は第二次世界大戦で破壊され、屋根形の石蓋のみが昔のままに残っている。この墓に安置される以前の総管の遺骨の埋葬場所とここに至る移葬の経緯はいっさい分かっていないが、おそらくは、彼の遺徳によって首里の士族に列せられた子孫たちによって首里に埋葬されていた遺骨を野国正恒が移葬したものと考えられる。
蕃薯伝来から146年後の1751年（日本は宝暦元年）には、総管の親族である6世の孫・比嘉筑登之によって墓の東側に顕彰碑（「甘藷撥祥之地」の石碑）が建てられた。公的な顕彰碑が初めて建立されたのは、大きく時代が下って1936年（昭和11年）、日本国那覇市奥武山の世持神社で野国総管は、蔡温・儀間真常らとともに沖縄の産業発展に尽くした一大恩人として祀られたときのことである。その後、嘉手納村においては、蕃薯（甘藷）伝来350周年記念事業の一環として「野國總管宮」を建立し、分骨を祀って、現在まで彼の遺徳を顕彰している。
野国総管を讃える行事としては、野国村の年中行事では「旧暦二月春の彼岸は野國總管霊前にて行う」とあり、近隣の野里村でも同様の行事が行われてきた。1922年（大正11年）、旧・北谷村（cf. 北谷町）では、毎年旧暦の8月17日の村祭りで墓前にて祭典が行われていた。
野国総管の業績は語り継がれ、「芋大主」（ウムウフシュ）と呼ばれて今も地域の人々に親しまれているが、嘉手納町では彼の遺徳に付与するところの決して小さくない今日の繁栄に感謝しながら、毎年秋に「野國總管まつり」を開催している。また、伝来から400年目を迎える2005年（平成17年）には、「甘藷伝来400年祭」と銘打って野国総管の偉業を讃える記念事業が嘉手納町主催で執り行われ、開催直前の9月30日に開かれた記念式典では、総管の出身地にちなんで蕃薯（甘藷）のことを「野国いも（野国芋）」と呼ぶ「野国いも宣言」を行った。

## サツマイモ栽培の関連事項
- 長真氏旨屋（砂川親雲上旨屋） ：宮古島の村役人。漂流先でサツマイモを入手し、日本列島（宮古島）に初めて持ち込んだ。
- 野国総管と儀間真常 ：琉球におけるサツマイモ普及の功労者。
- ウィリアム・アダムス ：琉球で普及していたサツマイモを日本本土（長崎・平戸島）に初めて持ち込んだ。
- リチャード・コックス ：日本本土（長崎・平戸島）でサツマイモを初めて栽培した。
- 種子島久基 ：琉球で普及していたサツマイモを日本領内（薩摩藩内の種子島）に初めて持ち込んで広めた。
- 前田利右衛門 ：琉球で普及していたサツマイモを九州の薩摩藩領内に持ち込んで広めた。
- 伊奈忠逵 ：西日本で普及していたサツマイモを江戸に持ち込んで試作した。
- 青木昆陽 ：徳川吉宗の命により、西日本で普及していたサツマイモを江戸に持ち込んで関東に広めた。